# Filtfotsbrosking
Filtfotsbrosking (Marasmius torquescens) är en svampart som beskrevs av Quél. 1872. Filtfotsbrosking ingår i släktet Marasmius och familjen Marasmiaceae.  Arten är reproducerande i Sverige. Inga underarter finns listade i Catalogue of Life.